# Дореволюционный период истории санкт-петербургского трамвая
Данный раздел посвящён становлению Петербургского и петроградского трамвая, начиная с конных железных дорог до 1917 года.

## Конно-железные дороги и паровой трамвай
ра

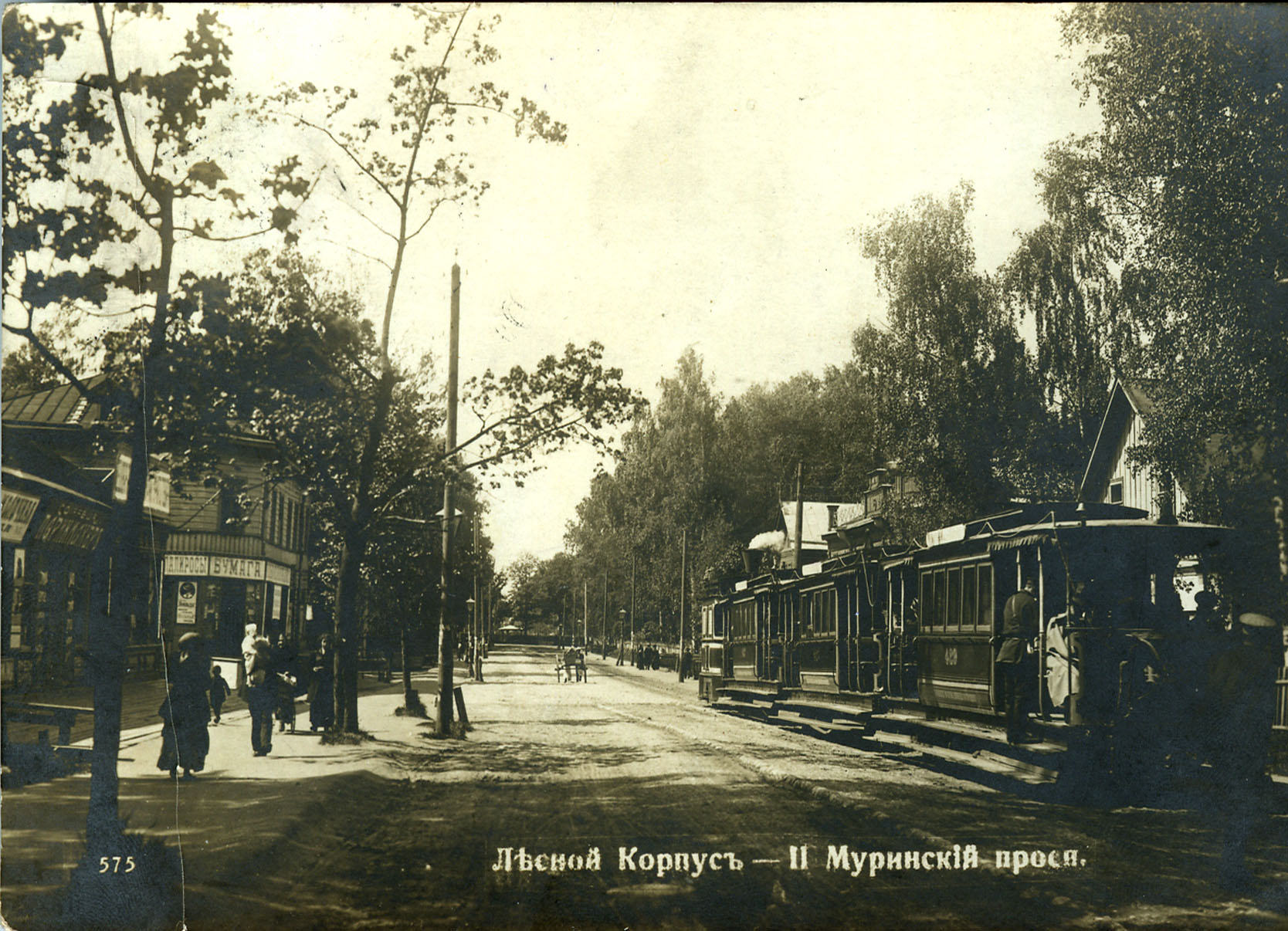
Паровой трамвай на Втором Муринском проспекте

Первый рельсовый уличный транспорт появился почти за полвека до электрического трамвая: в 1860 году в Петербурге открыли конно-железную дорогу, или в простонародье «конку». Первая открытая в городе линия была грузовой и предназначалась только для перевозки товаров между биржей и пристанями Васильевского острова на Большой Неве. Линия имела стандартную железнодорожную ширину колеи в 1524 мм, была однопутной с несколькими разъездами.
В сентябре 1863 года товариществом Конно-железных дорог за свой счёт была открыта сеть дорог, впервые предназначенная не только для перевозки грузов, но и для перевозки пассажиров. Конно-железная дорога была однопутной с несколькими разъездами. Она включала линию от Варшавского вокзала через Николаевский мост к существовавшей линии конки на Васильевском острове и линию от Николаевского вокзала через Дворцовый мост на Васильевский остров. Эти линии соединялись между собой двумя ветками: одна — от начала Невcкого проспекта по Конновардейскому бульвару и другая — от Невского проспекта по Большой Садовой улице. С 11 часов вечера до 9 утра дорога работала на транспортировке грузов, а в остальное время перевозила пассажиров. Максимальная скорость перевозки, согласно уставу товарищества, была ограничена 11 км/ч. В 1864—1865 годах на конке было перевезено 2 млн пассажиров.
К моменту пуска первой линии электрического трамвая конно-железные дороги проходили по всем значимым магистралям Санкт-Петербурга от центра до окраин. После появления электрического трамвая в 1907 году конка постепенно вытеснялась им, 8 сентября 1917 года она исчезла окончательно.
Первая линия парового трамвая или в простонародье — «паровика» была проложена в 1886 году по Большому Сампсониевскому проспекту и Второму Муринскому проспекту, хотя официально эта линия называлась «линия паровой конно-железной дороги». Паровой трамвай имел ряд преимуществ перед конкой: более высокая скорость, большая мощность. Из-за сопротивления владельцев конок и появления электрического трамвая «паровик» не получил развития — линия парового трамвая от Знаменской площади по Шлиссельбургскому проспекту до села Рыбацкое стала последней. Также в начале 1880-х годов была проложена линия паровика по набережной Лиговского канала. Паровозы паровиков хранились в Выборгском коночном парке. Как пассажирский транспорт паровой трамвай ненамного пережил конку (последний рейс в 1922 году), однако он снова появился на улицах блокадного Ленинграда для перевозки грузов и вооружения.

## Ледовый трамвай

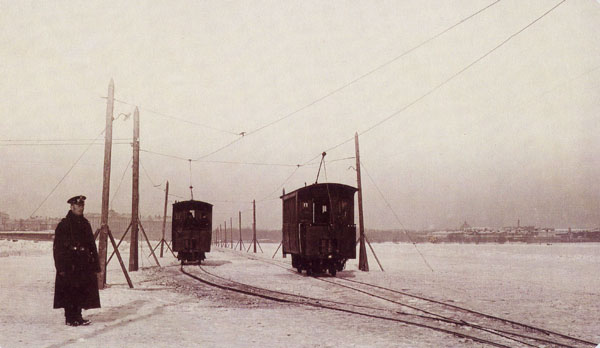
Трамвай едет по льду Невы в Петербурге. Конец XIX либо самое начало XX века. Фото из коллекции Эрмитажа. Фотограф Карл Булла

В 1880 году в городе прошли первые испытания электрического вагона изобретённого Фёдором Пироцким, прототипа трамвая. Владельцы конок препятствовали развитию нового транспорта, и в 1895 году электрический трамвай был запущен по льду Невы, поскольку закон ограждал коночников от конкуренции на улицах города. Шпалы, рельсы и столбы для контактной сети врезались прямо в лёд.

## Проект электрического трамвая в Юкки (1899)
15 (27) мая 1899 года Николай II утвердил разрешение инженеру путей сообщения надворному советнику М. П. Верховскому «построить за свой счёт без всяких пособий от правительства и без права принудительного отчуждения земель электрический подъездной путь (трамвай) общего пользования в пределах Петербургской губернии и уезда от Ланского шоссе до д. Юкки с ветвью от Поклонной горы с. Спасского, общим протяжением около 17,4 версты».
Основной маршрут был проложен по Ланскому шоссе — магистрали, начинающейся в Петербурге от набережной Чёрной речки у Ланского моста. Чтобы преодолеть монополию коночников на внутригородские перевозки, отправную точку маршрута Верховский расположил на официальной границе города и Стародеревенской волости. Как и прилежащая к ней Полюстровская волость, по которой шло Ланское шоссе, к началу XX века эти районы Петербургского уезда активно поглощались городом, и уже через несколько лет были переданы Новодеревенскому участку, административно подчинённому столице. Последняя реформа административного устройства столицы, проведённая при Временном правительстве, это положение закрепила, а в советское время территории Новодеревенского участка были поделены между вновь образованными Ждановским и Выборгским районом Ленинграда.
Таким образом, в случае успешной реализации проекта трамвайная линия по Ланскому шоссе в Юкки могла де-факто стать первой линией наземного электрического трамвая в столице.

## Первая очередь Городского электрического трамвая 1905—1908 гг

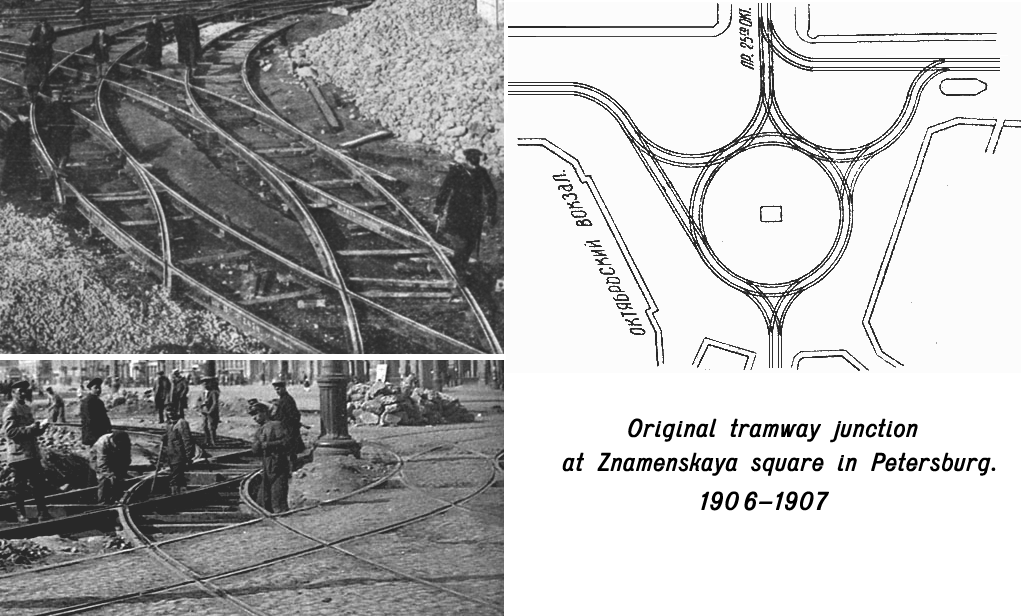
Схема трамвайной развязки на Знаменской площади и её строительство. 1906 год

В конце 1904 года Городской Думой был объявлен международный конкурс на право производства работ. В нем приняли участие три фирмы: «Сименс и Гальске», «Всеобщая компания электричества» и «Вестингауз».
29 сентября 1907 года было открыто регулярное движение электрического трамвая по улицам Санкт-Петербурга (к этому моменту уже более 10 лет успешно эксплуатировалась система ледового трамвая, функционировавшая в зимнее время на Неве). Первая линия прошла от Главного штаба до 8-й линии Васильевского острова.

### Центральная электростанция
По настоянию Г. О. Графтио строители отказались от устройства серии мелких, разбросанных по городу электростанций в пользу создания единой центральной, питающей линии через трансформаторные подстанции. Трамвайная электростанция была сооружена у реки Монастырки на Атаманской улице, дом 3/6.

### Тяговые подстанции

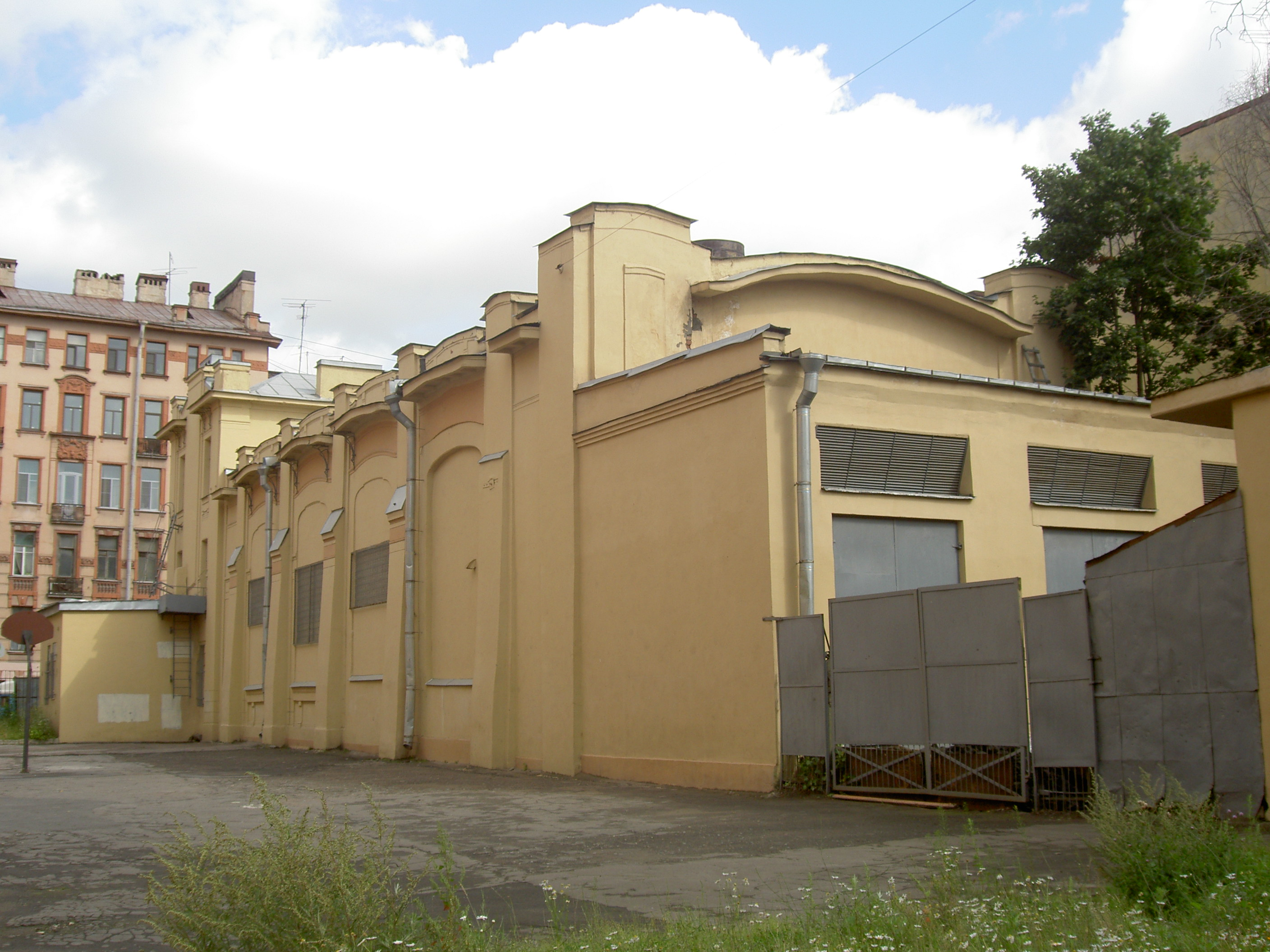
Тяговая подстанция «Горэлектротранс» в Санкт-Петербурге по адресу 11-я Красноармейская ул., 28. Архитектор А. И. Зазерский

В 1908 году вступили в строй пять первых тяговых электрических подстанций. Три из них размещались в центре города:
- № 1 Василеостровская (им. Коминтерна) — 23-я линия, 10
- № 2 Петербургская (Красных зорь) — набережная реки Карповки, 14/15
- № 3 Рождественская (им. Урицкого) — Дегтярный переулок, 5
- № 4 Новопетергофская (Лермонтовская) — 11-я Красноармейская, 28
- № 5 Подьяческая (Им. 25 октября) — Большая Подьяческая, 27

Пять однотипных трансформаторных подстанций первой очереди — яркие образцы стиля модерн (гражданские инженеры Л. Б. Горенберг и А. И. Зазерский). Они состоят из двух-трёх-этажного объёма с квартирами служащих и одноэтажного машинного отделения с крупными криволинейными проёмами.
Одним из тех, кто строил, а затем и работал на первых подстанциях, был выдающийся русский инженер-электротехник А. Н. Лодыгин.

### Трамвайные парки

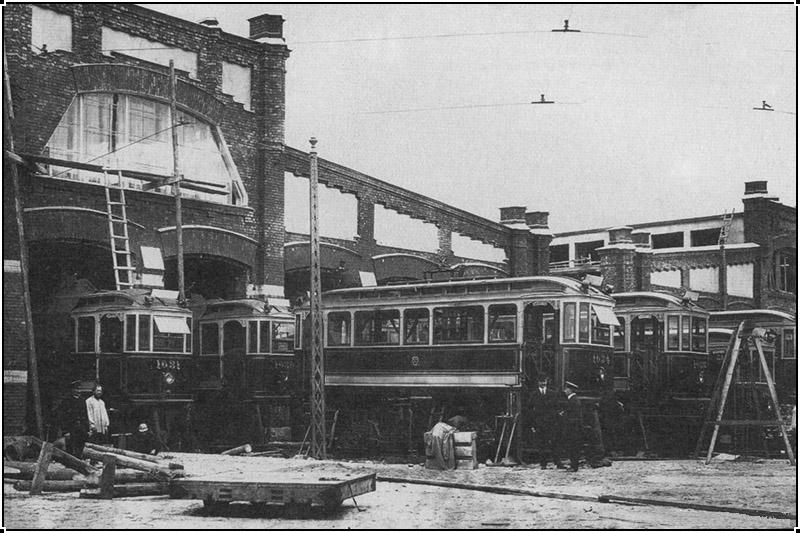
Подготовка к выходу на линию новых трамвайных вагонов английской фирмы «Браш» из Василеостровского парка.

В рамках первой очереди возведены три новых трамвайных парка:
- Василеостровский
- Московский
- Петербургский

Петербургский возвели на месте старого коночного парка. Московскому отдали часть бывшего коночного парка и прирезали к ней территорию за счет Горячего поля. Для Василеостровского же парка отвели совершенно новый участок, где и представилась возможность организовать полноценное транспортное предприятие по образцовой схеме.

### Подвижной состав
Для пуска первой очереди были заказаны трамвайные вагоны на разных заводах:
- МБ — трамвайный вагон фирмы «Brush» — 190 шт.
- МП-8 — Коломенского завода и Мытищинского завода — 138[8] шт.
- МП-10 — Коломенского завода и Мытищинского завода — 57[8] шт.

По состоянию на март 1909 года городское трамвайное хозяйство насчитывало 385 моторных вагонов.
Помимо моторных, к ноябрю 1908 года городским Управлением было закуплено 50 прицепных вагонов у Путиловского завода и 65 вагонов были перестроены из коночных вагонов с империалом. Из них, 20 штук переделал Путиловский завод, 20 штук — Петербургский вагоностроительный завод и 25 вагонов — управление эксплуатации городских железных дорог.
Таким образом, в марте 1909 года в городе было 385 моторных вагона и 115 штук прицепных вагонов, всего — 500 единиц подвижного состава.

### Строительство новых линий и формирование маршрутной сети
| Год  | Строительство новых линий |
| ---- | --- |
| 1907 | - Средний пр. В. О. (от Василеостровского трамвайного парка до 16—17-й линии), 16—17-я линия, Большой пр. В. О., 8—9-я линия, Николаевская набережная, Кадетская—1-я линия (от Большого пр. В. О. до Университетской набережной), Николаевская набережная от 8—9-й линии до Николаевского моста, Университетская набережная от Николаевского моста до Кадетской—1-й линии, Николаевский мост, Конногвардейский бульвар., Адмиралтейский пр. — движение открыто 16(29) сентября. - Садовая ул. (от Покровской пл. до Невского пр.) — движение открыто 28 октября (10 ноября). - Невский пр. от Дворцовой площади до Знаменской пл., оборотное кольцо на Знаменской пл. — движение открыто 11(24) декабря. |
| 1908 | - Михайловская пл., Инженерная ул., Садовая ул. (от Инженерной ул. до Нижне-Лебяжьего моста), Суворовская пл., Троицкий мост, Каменноостровский пр., Строганов мост, Ново-Деревенская наб. оборотное кольцо «Новая Деревня» — движение открыто 25 марта (7 апреля). - Боткинская ул., Нижегородская ул. (от Боткинской ул. до Литейного моста), Финский пер., Симбирская ул. (от Финляндского вокзала до Нижегородской ул.), Литейный мост, Литейный проспект, Владимирский пр., Загородный пр. до Технологического института, Инженерная ул. (от Садовой ул. до Симеоновской пл.), Симеоновская ул. (от Фонтанки до Литейного пр.) — движение открыто 15(28) июля. - Лиговская ул. (от Знаменской пл. до 2-й Рождественской ул.), 2-й Рождественской ул. (от Лиговской ул. до Суворовского пр.), Суворовский пр. (от 2-й Рождественской ул. до Лафонской пл.), Лафонская ул. (от Ярославской ул. до Екатерининской пл.), Пальменбахская ул. (от Екатерининской пл. до Пальменбахского перевоза), Смольный пр. (от Ярославской ул. до Смольного перевоза) — движение открыто 26 августа (8 сентября). - 1-я Рота (от Технологического института до Измайловского пр.), Измайловский пр. (от 1-й Роты до Обводного канала), Обводный канал (от Измайловского пр. до Балтийского вокзала), оборотное кольцо на Балтийском вокзале — движение открыто 10(23) сентября. - Университетская наб. (от Николаевского моста до 1-й и Кадетской линий В. О.), 1-я и Кадетская линии В. О., Тучков мост, Большой пр. П. С. (от Тучкова моста до Каменноостровского пр.) — движение открыто 26 сентября (9 октября). - Троицкий мост, Большая дворянская ул., Малая Вульфова ул., от Большой дворянской ул. до Петербургского трамвайного парка. |
| 1909 | - Большой пр. В. О. от 14/15 линии до Гаванской улицы, Гаванская улица от Большого пр. В. О. до Малого пр. В. О., оборотное кольцо «Наличный переулок» («Гавань») — движение открыто 22 февраля (7 марта). - Садовая ул. (от Покровской пл. до Старо-Калинкина моста), Старо-Петергофский пр., оборотное кольцо «Нарвские ворота» — движение открыто 23 февраля (8 марта). - Московский пр. от Сенной пл. до Рощинской ул., оборотное кольцо «Путиловская ветвь» — движение открыто 28 января (10 февраля) от Сенной пл. до Московского парка и 8(21) февраля от Московского парка до Путиловской ветви (с 28 января по 8 февраля данный участок обслуживался конкой). - Архиерейская ул., Малая Вульфова ул., Большая Вульфова ул. (от Большой Посадской ул. до Большой Дворянской ул.), Сампсониевский мост, Финляндский пр., Большой Сампсониевский пр. (от Финляндского пр. до Клиники Виллие) — движение открыто 1(14) марта. - Благовещенская ул. (от Благовещенской пл. до Мойки), ул. Глинки, Никольская пл., Никольский пер., набережная реки Фонтанки (от Трамвайного до Измайловского моста), Измайловский пр. (от Фонтанки до 1-й Роты) — движение открыто 26 апреля (9 мая) от Благовещенской пл. до Измайловского моста, 2 (15) сентября — по Измайловскому пр. |
| 1911 | - Введенская ул., Кронверкский пр. (от Введенской ул. до Каменноостровского пр.) — движение открыто 17(30) ноября. |
| 1913 | - 8/9 линии от Большого пр. В. О. до Малого пр. В. О., Малый проспект В. О., 16-17 линии, оборотное кольцо «Набережная реки Смоленки» — движение открыто 18 сентября (1 октября). - Кирочная ул. (от Литейного пр. до Воскресенского пр.), Воскресенский пр. (от Кирочная ул. до Шпалерной ул.), Шпалерная ул. (от Воскресенского пр. до Таврической ул.), Таврическая ул. (от Шпалерной ул. до Тверской ул.), Тверская ул. (от Таврической ул. до Лафонской пл.) — движение открыто 19 октября (1 ноября). |
| 1914 | - Лиговская ул. (от Николаевского вокзала до Обводного канала), Обводный канал (от Лиговской ул. до Измайловского пр.) — движение открыто 2(15) апреля. - Нижегородская ул. (от Боткинской ул. до Лесного пр.), Лесной пр. (от Нижегородской ул. до 1-го Муринского пр.), 1-й Муринский пр. (от Лесного пр. до Большого Сампсониевского пр.), Большой Сампсониевский проспект (от 1-го Муринского пр. до Ланского шоссе), Выборгское шоссе (от Ланского шоссе до 2-го Муринского пр.), 2-й Муринский пр. (от Выборгского шоссе до Старопарголовского пр.), Старопарголовский пр. (от 2-го Муринского пр. до дороги в Сосновку), дорога в Сосновку (от Старопарголовского пр. до Сосновской ул.), Политехническая ул. (от Сосновской ул. до Политехнического института) — движение открыто 13(26) июня. - Кронверкский пр. (от Введенской ул. до Александровского пр.), Александровский пр. — движение открыто 27 ноября (10 декабря). - Средний пр. В. О. от 14/15 линии до Кадетской/1 линии — движение открыто 1(14) декабря; на перекрестке Среднего пр. В. О. и 8/9 линий начинает функционировать пересечение, позволяющее трамваю двигаться во всех возможных 12 направлениях. - Болотная ул. от Суворовского пр. до Рождественского трамвайного парка. - Служебная линия от Адмиралтейского пр. по Исаакиевской пл. и Почтамтской ул. - Служебная линия от Знаменской пл. по Гончарной ул. к Николаевскому вокзалу. |

## Вторая очередь городского трамвая 1911—1915 гг
В 1911 году началась разработка проекта Второй очереди городского трамвая. Ряд сооружений (подстанции и административные корпуса) был построен архитектором Александром Ламагиным. К 1914 году трамвай уже ходил почти по всем основным улицам города. С началом Первой мировой войны развитие трамвайной сети несколько замедлилось, но на начало 1917 года в Петрограде работало 29 трамвайных маршрутов, 9 коночных линий и 1 линия паровика.
Строилась и частично функционировала как трамвайная Ораниенбаумская электрическая линия (ОРАНЭЛ или ОРАНЭЛА).

### Трамвайные парки
- Рождественский трамвайный парк — на Дегтярном, 3 (открыт в 1914 году).
- Ланской трамвайный парк — на Сердобольской, 2 (открыт в сентябре 1917 года).
- Крестовский трамвайный парк — на Барочной, 12 (открыт только в 1925 году).
- Полюстровский — на Арсенальной (построен в 1954 как троллейбусный).
- Нарвский (не построен).
- Шлиссельбургский (не построен).

### Тяговые подстанции
- № 6 «Выборгская» — Лесной проспект, 28
- № 7 «Староконная» — Кременчугская улица, 6
- № 8 «Полюстровская» — проспект Императора Петра Великого, 4а
- Подстанция Оранэлы в Княжеве — Петергофское шоссе, 91

### Подвижной состав
С 1913 по 1917 годы Коломенский, Мытищинский, Сормовский, Путиловский заводы, а также Рижский завод «Феникс» поставили в Петербург 296 вагонов на двухосной неповоротной тележке и 10 вагонов на свободных осях (колёсные пары крепились прямо к кузову). Так же как и вагоны предыдущие, они имели световой фонарь, открытые площадки, две кабины. Такие вагоны впоследствии получили обозначение МВ (Моторный Второй очереди).